# Nils Taube
Nils Evert Taube, född den 18 april 1883 i Väckelsångs församling, Kronobergs län, död den 13 november 1949 i Uppsala, var en svensk friherre och biblioteksman. Han var bror till Carl Taube, gift med Gurli Taube och far till Adam Taube.
Taube avlade studentexamen 1901, filosofie kandidatexamen vid Uppsala universitet 1909 och filosofie licentiatexamen samma år. Han promoverades till filosofie doktor 1917. Taube var amanuens vid Uppsala universitetsbibliotek 1913–1919 och bibliotekarie där 1920–1948. Han blev riddare av Vasaorden 1940. Makarna Taube är begravda på Uppsala gamla kyrkogård.